# Zig-Zak
Zig-Zak – skała w dolinie Wrzosy na Garbie Tenczyńskim (część Wyżyny Krakowsko-Częstochowskiej). Administracyjnie znajduje się w obrębie wsi Rybna w powiecie krakowskim, w gminie Czernichów.
Zbudowana z twardego wapienia skalistego skała znajduje się w lesie, na lewym brzegu potoku Rudno. Ma wysokość 12 m. Jest to najbardziej na północ wysunięta skała w grupie skał w dolinie Wrzosy. Po jej lewej stronie (patrząc od dołu) ciągnie się jeszcze niski mur skalny, a po prawej Zig-Zak sąsiaduje ze skałą Kuźnia mającą dwa otwory Jaskini na Wrzosach Północnej. Na skale Zig-Zak jest 6 dróg wspinaczkowych o trudności od VI+ do VI.5+ w skali polskiej. Wszystkie drogi mają zamontowane stałe punkty asekuracyjne; ringi i stanowiska zjazdowe. Drogi o wystawie północnej i północno-zachodniej.
W dolinie Wrzosy jest 5 skał. W kolejności od północy na południe są to: Zig-Zak, Kuźnia, Ołtarz, Masyw Güllich, Wrzosy.

## Drogi wspinaczkowe
1. Mistrz ceremonii; VI.2+, 4r +st, 12 m
2. Feed ya mind; VI.5, 5r +st, 12 m
3. Power dance; VI.3, 4r +st, 12 m
4. Find my weakness; VI.5+, 5r +st, 12 m

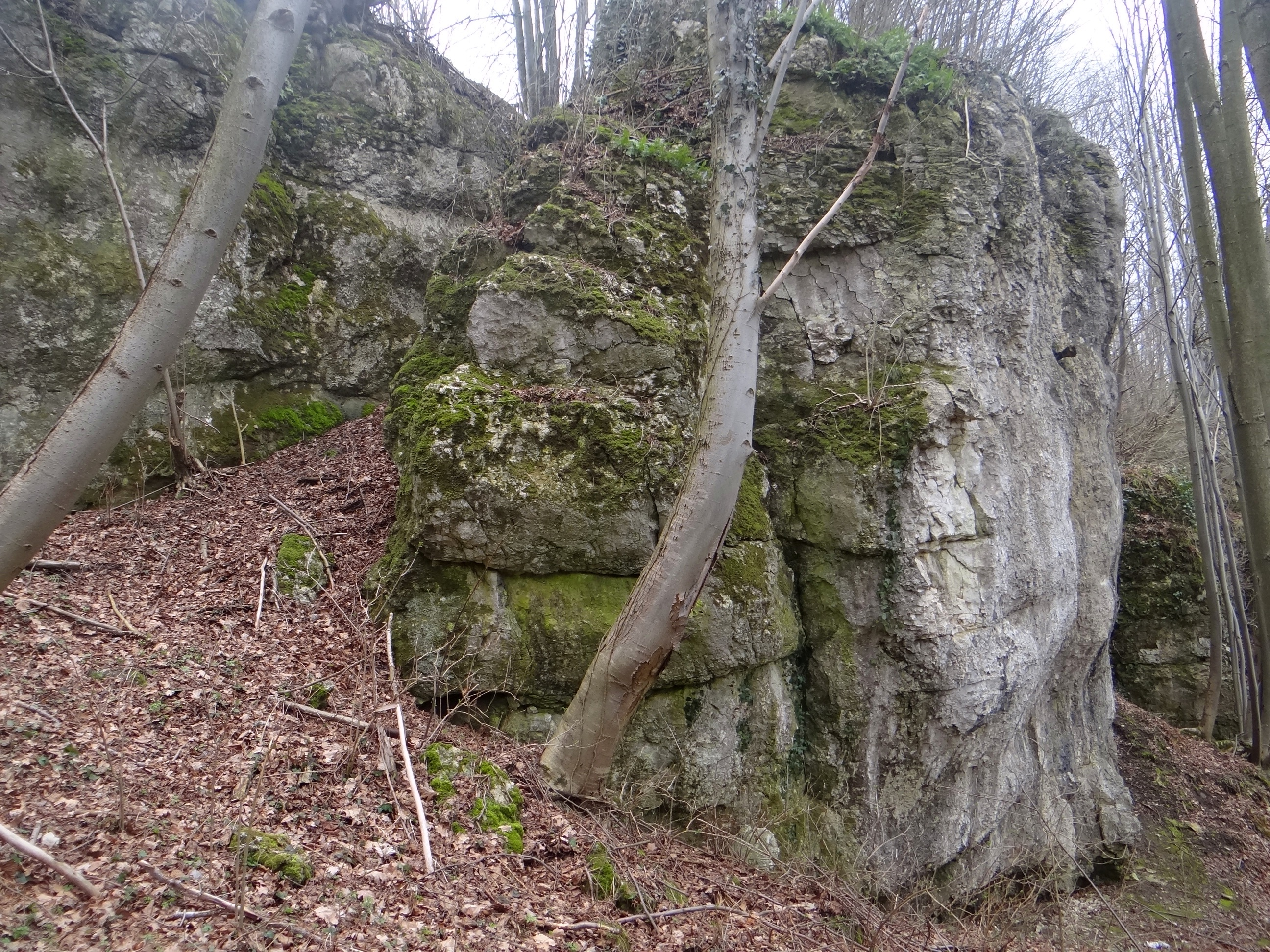
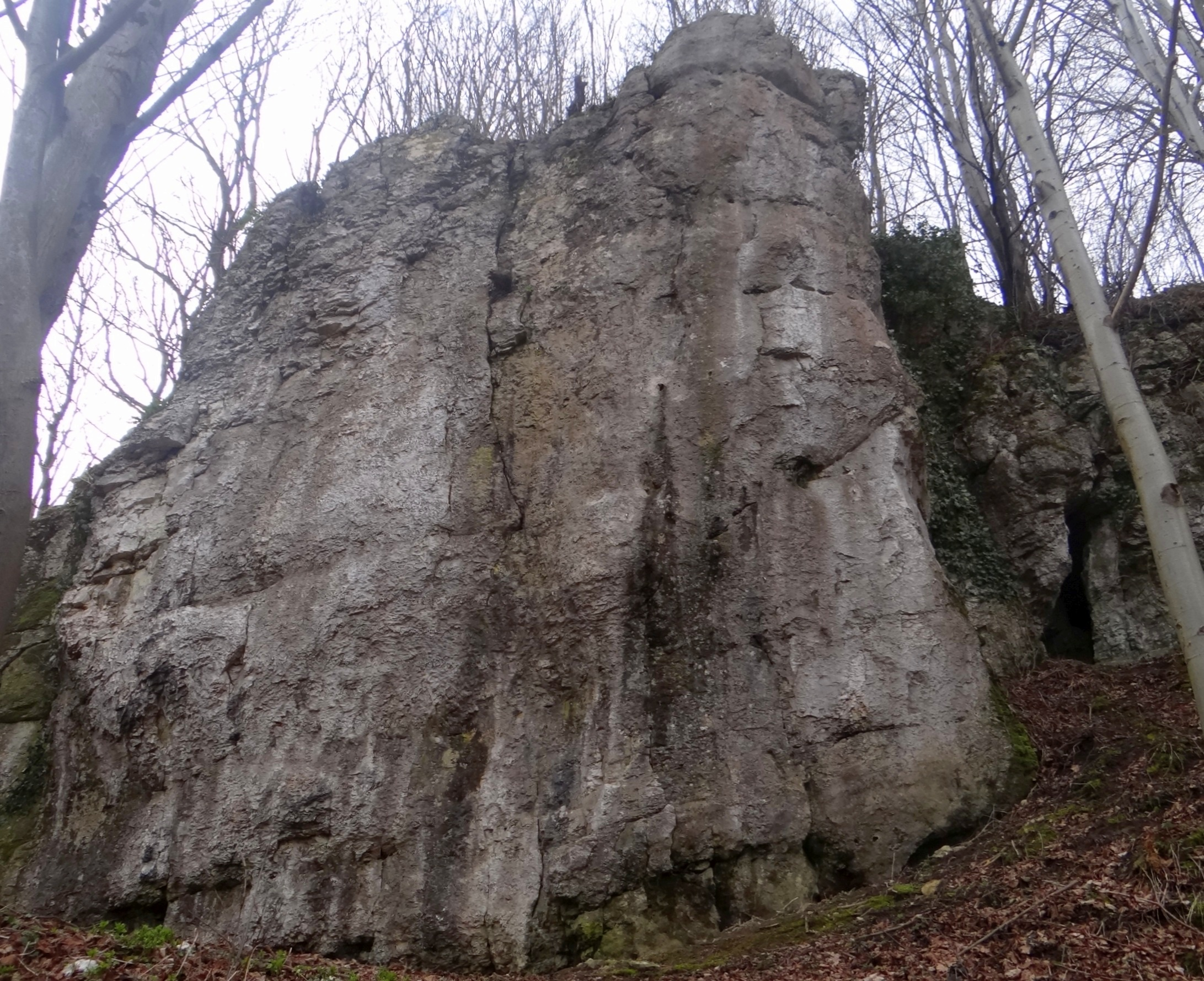
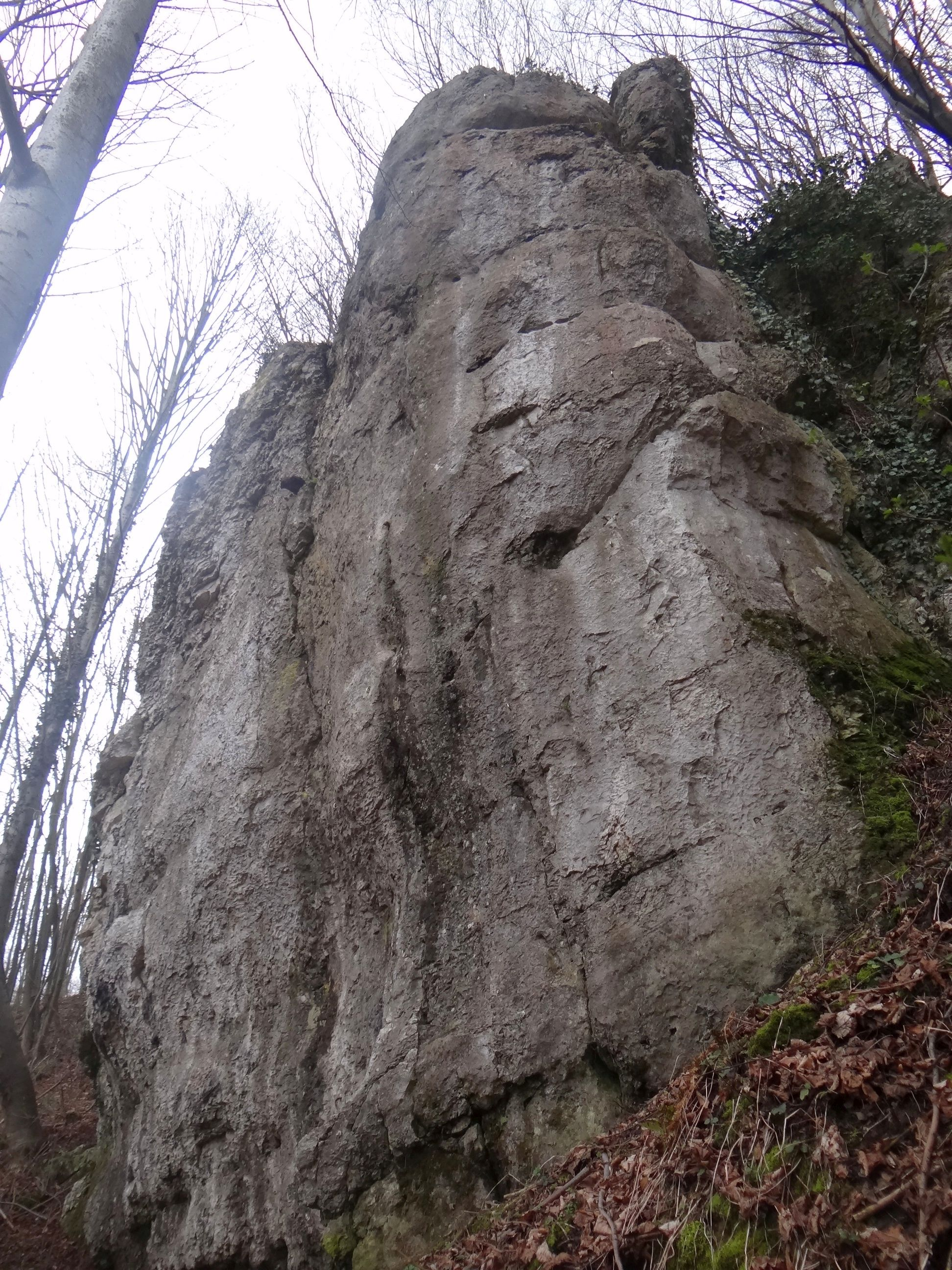
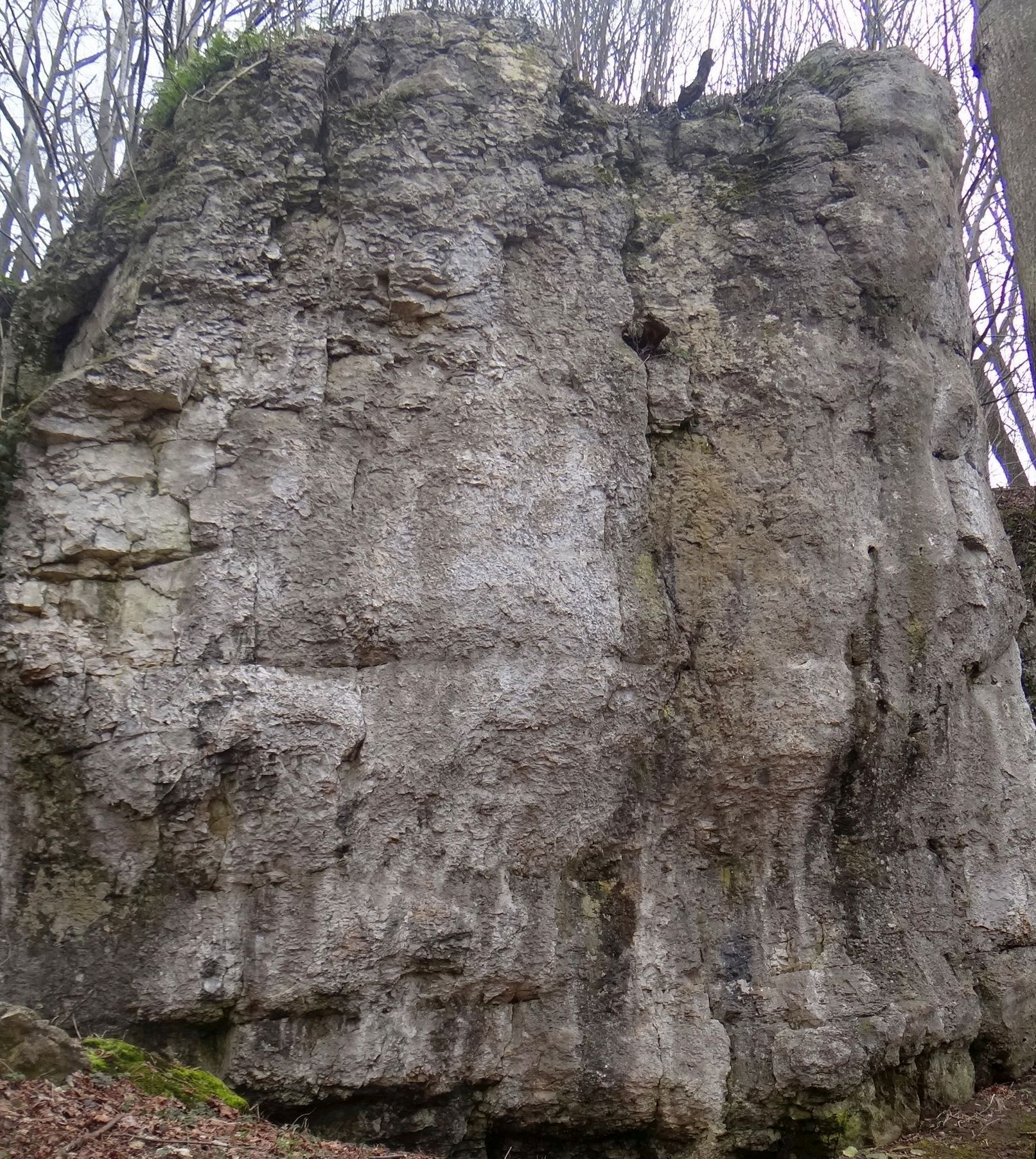

5. Zig-Zak; VI.2+, 6r +st, 12 m
6. Debiucik; VI+, 3r +st, 12 m